# Portrait d'un jeune gentilhomme
Portrait d'un jeune gentilhomme est un tableau réalisé par le peintre italien Le Tintoret entre 1550 et 1570. Cette huile sur toile est le portrait d'un jeune homme en fourrure debout devant une fenêtre donnant sur un paysage arboré. L'œuvre est conservée depuis 1894 au musée des Beaux-Arts et d'Archéologie de Besançon, en France.